# John MacGregor, Baron MacGregor of Pulham Market

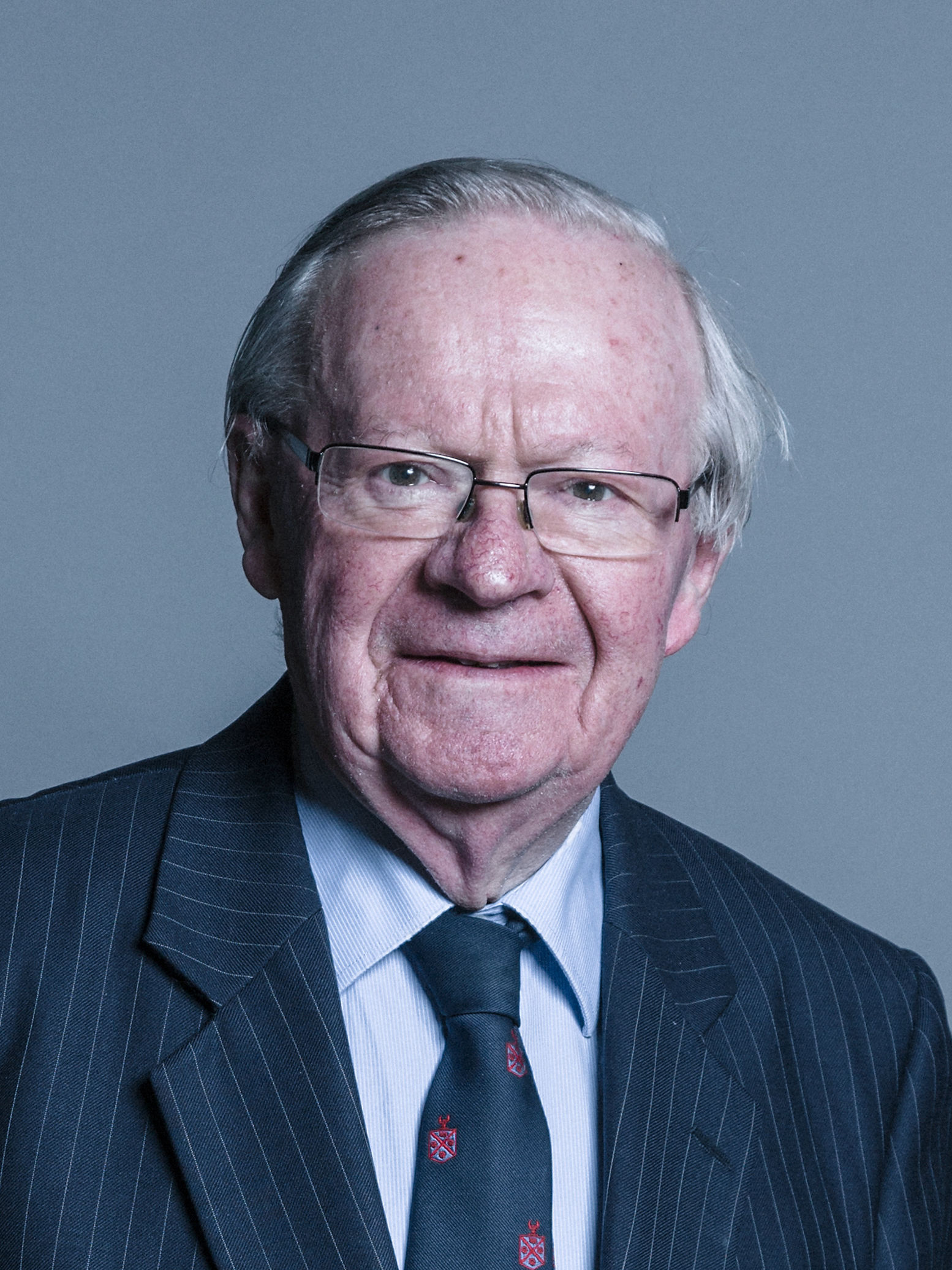
John MacGregor, Baron MacGregor of Pulham Market

John Roddick Russell MacGregor, Baron MacGregor of Pulham Market OBE (* 14. Februar 1937 in Glasgow, Schottland) ist ein britischer Politiker der Conservative Party und Life Peer.

## Leben
Nach dem Besuch der Merchiston Castle School studierte er zunächst an der University of St Andrews, der ältesten Universität Schottlands, und anschließend am King’s College London.
Seine politische Laufbahn begann er als Kandidat der Conservative Party, als er 1974 erstmals zum Mitglied in das Unterhaus (House of Commons) gewählt wurde und in diesem bis 2001 den Wahlkreis Norfolk South vertrat.
1985 wurde er von Premierministerin Margaret Thatcher erstmals in die Regierung berufen und war dort zunächst Chefsekretär des Schatzamtes (Chief Secretary of the Treasury), nachdem er bereits zuvor in ihrem Schattenkabinett Experte für das Schatzamt gewesen war. Nach einer Kabinettsumbildung wurde er 1987 zunächst Minister für Landwirtschaft, Fischerei und Ernährung, ehe er zwischen 1989 und 1990 Minister für Bildung und Wissenschaft war.
Nach dem Amtsantritt von Thatchers Nachfolger John Major als Premierminister wurde MacGregor 1990 Lord President of the Council, war als solcher zugleich bis 1992 Führer der Regierungsmehrheit im Unterhaus und somit Leader of the House of Commons. Als Major 1992 seine Regierung umbildete, wurde er Verkehrsminister und hatte diese Funktion bis 1994 inne.
Nach seinem Ausscheiden aus dem Unterhaus wurde er am 5. Juli 2001 als Baron MacGregor of Pulham Market, of Pulham Market in the County of Norfolk, zum Life Peer erhoben und gehört als solcher dem Oberhaus (House of Lords) als Mitglied an.